# Колоз
Колоз (арм. Քոլոզ) — войлочная белая шапка с остроконечным или округлым верхом в системе традиционной армянской мужской одежды, которую носили, обмотав шёлковым платком (язма, пуши) с бахромой, нередко украшенной синими бусинами (от сглаза). Скрученный в виде жгута платок обматывали вокруг колоза так, чтобы его бахрома свисала на лоб и виски. У пожилых платок был тёмно-красного цвета. Колоз больше всего был распространён в провинциях Васпуракан и Ахдзник. Переселенцы из Васпуракана сохранили этот головной убор на территории Восточной Армении до 1920-х годов, после чего он вышел из употребления. Так же обматывали полусферическую вязаную (в редких случаях войлочную) шерстяную одноцветную шапку.